# 嘉義東堡
嘉義東堡，是台灣中南部自清治時期至日治初期的一個行政區劃，其範圍包括今嘉義縣的番路鄉、中埔鄉、大埔鄉全部及竹崎鄉東南部。
嘉義東堡北邊為大目根堡、打貓東頂堡，東邊為蕃地，南邊為楠梓仙溪東里、楠梓仙溪西里，西邊為哆囉嘓東頂堡、哆囉嘓東下堡、下茄苳南堡、嘉義西堡。

## 管轄街庄
嘉義東堡共轄28個庄：
- 今竹崎鄉境內：糞箕湖庄
- 今番路鄉境內：內甕庄、轆仔腳庄、番仔路庄、大湖庄、公田庄、下坑庄、草山庄
- 今中埔鄉境內：樹頭埔庄、枋樹腳庄、鹽館庄、灣潭仔庄、石頭厝庄、柚仔宅庄、白芒埔庄、竹頭崎庄、中埔庄、下六庄、社口庄、頂六庄、龍山腳庄、深坑庄、頂埔庄、石硦庄、三層崎庄、凍仔腳庄、中崙庄
- 今大埔鄉境內：後大埔庄